# Carmen Hermosillo
Carmen Hermosillo (morreu em 10 de Agosto de 2008), também conhecida como Humdog, foi uma gerente de comunidades/analista de pesquisa, ensaísta e poeta. Como escritora, ela contribuiu para publicações como 2GQ (hoje New Oregon Arts & Letters), FringeWare Review, wired, e Leonardo, bem como para as coletâneas High Noon on the Electronic Frontier, organizada por Peter Ludlow, e How to Mutate and Take Over the World. Ela foi uma participante ativa em diversas comunidades online, desde algumas das primeiras salas de chat e fóruns da internet, tais como como The WELL e BBSs, até plataformas posteriores, como Second Life.
Em 1994 ela publicou o influente ensaio "Pandora's Vox: On Community in Cyberspace", no qual argumenta que o advento da rede de computadores não levou a uma redução de hierarquias na sociedade, mas sim a uma comoditização da personalidade e uma transferência complexa de poder e informação para empresas.

## Textos selecionados
- "Pandora's Vox: On Community in Cyberspace" (1994)[5][7]
- "Veni Redemptor: The Metallic Masks of God" (1997)
- "The History of the Board Ho" (2004)[9]
- "A rant: Sex in Gaming" (2005)[10][11]
- "Confessions of a Gorean Slave" (2006)
- "Roleplay and the Social Contract in Virtual Worlds" (incompleto)